# (2764) Moeller
(2764) Moeller est un astéroïde de la ceinture principale.

## Description
(2764) Moeller est un astéroïde de la ceinture principale. Il fut découvert le 8 février 1981 à la station Anderson Mesa par Norman G. Thomas. Il présente une orbite caractérisée par un demi-grand axe de 2,25 UA, une excentricité de 0,08 et une inclinaison de 2,0° par rapport à l'écliptique.

## Compléments